# 고오
고오(康応, こうおう)는 일본 남북조 시대의 연호(元号) 중 하나이다. 북조에서 사용되었다.
- 전후 : 가케이(嘉慶) 이후 - 메이토쿠(明徳) 이전.
- 시기 : 1389년
- 천황
  - 북조 : 고코마쓰 천황
  - 남조 : 고카메야마 천황
- 쇼군 : 무로마치 막부의 아시카가 요시미쓰

## 개원(改元)
- 가케이 3년 2월 9일(율리우스력 1389년 3월 7일), 개원.
- 고오 2년 3월 26일(율리우스력 1390년 4월 12일), 메이토쿠로 개원된다.

## 출전
『문선』의 「国静民康、神応烋臻、屢獲嘉祥」.

## 서력과의 대조표
| 고오 | 원년     | 2년      |
| ---- | -------- | -------- |
| 서력 | 1389년   | 1390년   |
| 남조 | 겐추 6년 | 겐추 7년 |
| 간지 | 기사     | 경오     |

## 같이 보기
- 일본의 연호 일람

| 이전 가케이 | 일본 북조의 연호 1389년 ~ 1390년 | 다음 메이토쿠 |